# Ça-Ira (bateau)
Cet article possède un paronyme, voir Ça ira (homonymie).
Le Ça-Ira est un bateau de guerre construit en 1781 sous le nom de La Couronne et rebaptisé pendant la Révolution française.

## La Couronne
La Couronne est un vaisseau construit à Brest en 1781, long de 63 mètres et large de 16,50 mètres, monté par un équipage de 950 hommes ; remanié à Toulon en 1784, il disposait de 83 canons.

## LeÇa-Ira

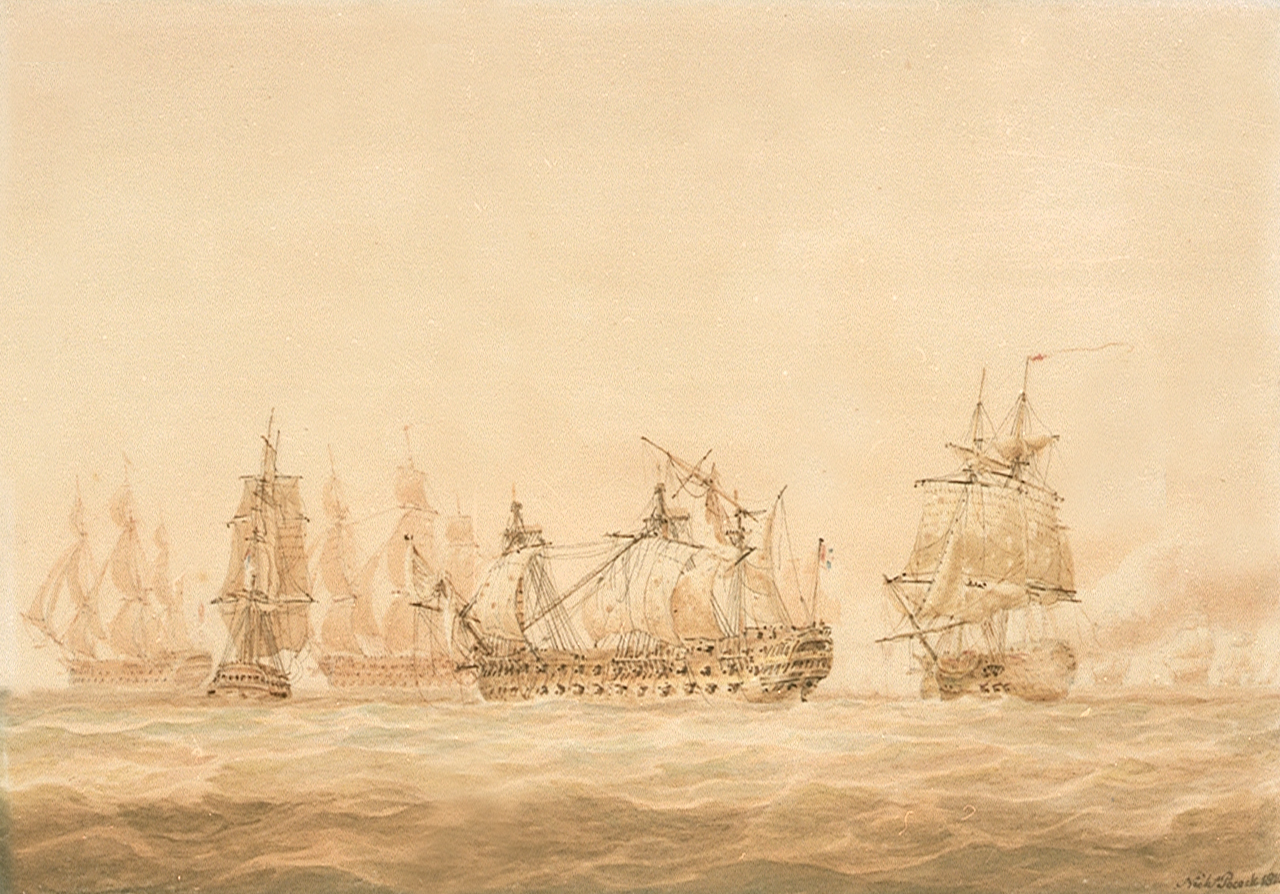
Le combat de l' contre le Ça-Ira (National Maritime Museum).

En 1792 le bateau est renommé Ça-Ira.
Le 14 mars 1795, alors qu' il est commandé par Louis-Marie Coudé, qui se distingua lors du combat, mais le bateau étant en mauvais état en raison des combats précédents, il est pris par les Anglais à la bataille du Cap Noli devant Gênes.
Le navire est alors intégré à la Royal Navy', mais il est dans un si piteux état que Nelson refuse de d'en servir. Le bateau est alors mis à quai dans le port de Saint-Florent en Corse (alors tenue par les Anglais) et sert d'hôpital accueillant des blessés de guerre. Il ne devait plus jamais naviguer.
Victime d'un incendie dû à une imprudence le 11 avril 1796 alors qu'il est encré dans le port de Saint-Florent, les amarres du Ça-Ira sont coupées pour éviter que le feu ne se propage aux autres navires ancrés à proximité, le navire en feu part à la dérive et sombre à environ 500 mètres devant la plage de Saint-Florent.
L'épave est découverte en 1989 et ses restes fouillés par 52 fouilleurs bénévoles dirigés par Pierre Villié lors de cinq campagnes de fouilles entre 1991 et 1995.

## Sources
- Perre Villié et Martine Acerra : "CA-IRA" Vaisseau Français de 80 canons (1781-1796) Etude archéologique, éditions Stamperia Sammarcelli, 20620 Biguglia (Corse), 1998.
- Compte-rendu de cette publication paru dans la revue INA Quarterly de l'Institut of Nautical Archaeology (texte en français, text in english).
- Pierre Villié : "CALVI I" Une nave génoise du XVIeme siècle. Etude archéologique, éditions De Broccart, Paris (1994).
- Journal de fouille du "CA-IRA", revue Subaqua, n° 145.